# Rotundu-See
Der Rotundu-See (rumänisch Lacul Rotundu) ist ein Schutzgebiet in Natur- und Landschaftsschutz der IUCN-Kategorie IV Biotop- und Artenschutzgebiet (Gewässer- und Vogelschutzgebiet) im Nationalpark Biosphärenreservat Donaudelta. Er befindet sich auf dem Areal der Stadt  Isaccea, im Kreis Tulcea, in Rumänien.

## Beschreibung
Durch das Gesetz Nummer 5 vom 6. März 2000 sowie durch den Gerichtsbeschluss Nummer 2.151 vom 30. November 2004 wurde der Răducu-See zum Naturschutzgebiet von nationaler Bedeutung ausgewiesen. Als Teil des Nationalparks Biosphärenreservat Donaudelta gehört er zum Weltnaturerbe der UNESCO.
Der Rotundu-See hat eine Fläche von 2,28 km² und ist ein für überschwemmbare Donau-Auen typischer See. Er ist Teil des Seenkomplexes Somova-Parches und blieb als einziger von Eindämmungen verschont. Der See wurde im Jahr 2000 nach den Richtlinien der IUCN als Biotop zum Artenschutz ausgewiesen. Er hat eine besondere Bedeutung für das Studium und den Erhalt von Biozönosen, die sich an größere Wasserstandsschwankungen angepasst haben sowie für den Erhalt zahlreicher Fischarten.

## Fauna
Ukelei (Alburnus alburnus), Brachse (Abramis brama), Zander (Sander lucioperca),  Kaulbarsch (Gymnocephalus cernua), Flussbarsch (Perca fluviatilis) und verschiedene Karpfenarten sind in ungewohnt großen Mengen hier anzutreffen.

## Flora
Die Pflanzenwelt ist charakteristisch für Feuchtgebiete. Hier wachsen Bodden-Binse (Juncus gerardii), Sumpf-Wolfsmilch (Euphorbia palustris),  Wassernuss (Trapa natans), Gemeiner Schwimmfarn (Salvinia natans), Spreizender Wasserhahnenfuß (Ranunculus circinatus), Haarblättriger Wasserhahnenfuß (Ranunculus trichophyllus), Sommer-Knotenblume (Leucojum aestivum), Großes Nixenkraut (Najas marina), Gewöhnlicher Wasserschlauch (Utricularia vulgaris).